# Torneo di Wimbledon 1962
Il Torneo di Wimbledon 1962 è stata la 76ª edizione del Torneo di Wimbledon e terza prova stagionale dello Slam per il 1962. Si è giocato sui campi in erba dell'All England Lawn Tennis and Croquet Club di Wimbledon a Londra, in Gran Bretagna.

## Campioni

### Senior

#### Singolare maschile
Rod Laver ha battuto in finale  Marty Mulligan con il punteggio di 6–2, 6–2, 6–1.

#### Singolare femminile
Karen Hantze Susman ha battuto in finale  Věra Suková con il punteggio di 6–4, 6–4.

#### Doppio maschile
Bob Hewitt /  Fred Stolle hanno battuto in finale  Boro Jovanović /  Nikola Pilić con il punteggio di 6–2, 5–7, 6–2, 6–4.

#### Doppio femminile
Billie Jean King /  Karen Hantze Susman hanno battuto in finale  Sandra Reynolds Price /  Renee Schuurman con il punteggio di 5–7, 6–3, 7–5.

#### Doppio misto
Margaret Osborne duPont /  Neale Fraser hanno battuto in finale  Ann Haydon-Jones /  Dennis Ralston con il punteggio di 2–6, 6–3, 13–11.

### Junior

#### Singolare ragazzi
Stanley Matthews ha sconfitto in finale  Aleksandre Met'reveli con il punteggio di 6–2, 6–4.

#### Singolare ragazze
Galina Bakšeeva ha sconfitto in finale  Elizabeth Terry con il punteggio di 6–4, 6–2.